# Tacazzea conferta
Tacazzea conferta är en oleanderväxtart som beskrevs av Nicholas Edward Brown. Tacazzea conferta ingår i släktet Tacazzea och familjen oleanderväxter. Inga underarter finns listade i Catalogue of Life.